# Karen Maitland
Karen Maitland (Regno unito, 1956) è una scrittrice britannica.
Dopo essersi laureata con lode in scienze della comunicazione e aver conseguito un dottorato in psicolinguistica ha fatto il suo esordio nel mondo della narrativa nel 1996 con il romanzo The White Room. Il successo di pubblico però arriva nel 2008, quando il romanzo di ambientazione medievale La bambina delle rune (titolo originale: Company of Liars) raccoglie numerosi consensi sia nel Regno Unito che negli Stati Uniti, suscitando così anche l'interesse di vari editori stranieri per acquisirne i diritti di traduzione.
Seguono, sulla stessa scia, I maestri oscuri (The Owl Killers), The Gallow's Curse e The Falcons of Fire and Ice.  
I suoi romanzi si distinguono per la curata ricostruzione storica che fa da cornice a trame corali che fondono elementi tipici del thriller con un tocco di sovrannaturale e un approfondito scavo psicologico.

## Riconoscimenti
- 1996 - candidata al The Authors' Club Best First Novel Award per The White Room
- 2008 - La bambina delle rune è uno dei vincitori del Waterstone's Book-of-the-Year
- 2009 - finalista agli Shirley Jackson Awards con I maestri oscuri

## Opere di Karen Maitland
- 1996 - The White Room
- 2008 - Company of Liars
- 2009 - The Owl Killers
- 2011 - The Gallow's Curse
- 2012 - The Falcons of Fire and Ice

Traduzioni in lingua italiana:
- 2009 - I maestri oscuri  (Piemme)
- 2010 - La bambina delle rune  (Piemme)